# درک ابوت
درک ابوت (انگلیسی: Derek Abbott؛ زادهٔ ۳ مهٔ ۱۹۶۰) یک دانشمند است. وی عضو پیوسته انجمن مهندسان برق و الکترونیک است.